# Jaroslav Prokopec
Jaroslav Prokopec (16. dubna 1923 Praha – 17. prosince 1990 Praha) byl český lékař a bývalý komunistický politik.
V roce 1964 pod jeho vedením zahájila činnost radioizotopová laboratoř na chirurgické klinice Fakultní nemocnice Královské Vinohrady. V roce 1969 pak byl spuštěn plný provoz oddělení nukleární medicíny.
Od roku 1970 vykonával funkci 1. náměstka ministra zdravotnictví české vlády. V únoru 1971 byl jmenován ministrem zdravotnictví České socialistické republiky a v této funkci setrval až do prosince 1989. Zemřel v Praze v roce 1991.
Jeho kandidátská práce byla Karlem Raškou odhalena jako plagiát. Její výsledky byly zfalšovány tak, že vyzněly jako kazuistiky pacientů, ačkoliv šlo pouze o aplikace na mrtvých tkáních. Prokopec se za toto odhalení v roce 1970 Raškovi pomstil odvoláním ze všech významných funkcí a vynuceným odchodem do penze.